# بيتر ويلر
بيتر ويلر (بالإنجليزية: Peter Weller)‏ مواليد 24 يونيو 1947 في ويسكونسن، الولايات المتحدة، هو ممثل ومخرج أمريكي بدأ مسيرته الفنية عام 1973.

## الأعمال

### أفلام
- ستار تريك إلى الظلام
- مغامرة بوسايدون
- أفروديت القوية
- روبوكوب 2
- روبوكوب

### مسلسلات
- الطاغية
- تحت القبة
- السلالة
- هاواي فايف أو
- هاوس
- أبناء الفوضى
- ديكستر
- سايك
- فرينج
- لاس فيغاس
- مونك

## وصلات خارجية
- بيتر ويلر على موقع IMDb (الإنجليزية)
- بيتر ويلر على موقع قاعدة بيانات الأفلام العربية
- بيتر ويلر على موقع ألو سيني (الفرنسية)
- بيتر ويلر على موقع ميوزك برينز (الإنجليزية)
- بيتر ويلر على موقع تيرنر كلاسيك موفيز (الإنجليزية)
- بيتر ويلر على موقع أول موفي (الإنجليزية)
- بيتر ويلر على موقع قاعدة بيانات برودواي على الإنترنت (الإنجليزية)
- بيتر ويلر على موقع قاعدة بيانات الأفلام السويدية (السويدية)
- بيتر ويلر على موقع إن إن دي بي (الإنجليزية)
- بيتر ويلر على موقع ديسكوغز (الإنجليزية)